# Tatort: Strandgut
Strandgut ist ein Fernsehfilm aus der Fernseh-Kriminalreihe Tatort der ARD und des ORF. Der Film wurde vom NDR produziert und am 25. Juni 1972 zum ersten Mal gesendet. Er ist die 19. Folge der Tatort-Reihe, der zweite Fall für Kommissar Finke.

## Handlung
Die Brüder Helmut und Karli Possky setzen auf Sylt Christa und Manuela ein, um wohlhabende Männer mit kompromittierenden Fotos zu erpressen. Als sich Christa in ihr Opfer, den angehenden Staatssekretär im Innenministerium Warrlau verliebt, will sie von der Insel fliehen. Sie wird am Bahnhof von ihnen abgefangen und unter Druck gesetzt weiter mitzumachen. Als sich Warrlau und Christa in den Dünen vergnügen, tauchen die Posskys auf und verprügeln ihn. Christa flieht vor Angst. Sie werden aber von einem Wanderpaar bei der Flucht gesehen.
Kommissar Finke wird mit seinem Assistenten Jessner (als Bauunternehmer mit Sohn getarnt) nach Sylt geschickt, um den Erpressungen auf den Grund zu gehen. Warrlau schweigt und tut den Vorfall als Unfall ab, um seine Karriere nicht zu gefährden. Durch das Wanderpaar kann Finke die Brüder jedoch schnell ausfindig machen und verhören. Diese jedoch geben sich ahnungslos, obwohl sie schon öfters in der Vergangenheit negativ der Polizei aufgefallen sind.
Auch Manuela will das Spiel der Brüder nicht mehr mitspielen und mit dem Arzt Dr. Rudolph Kühne ein neues Leben beginnen. Ihre Schwester Brigitte in Lübeck ist todkrank und wird von Kühne behandelt. Als Christa nach einem Discobesuch am Morgen danach tot an den Strand geschwemmt wird, erkundigen sich die Posskys nach ihr und geraten unter Mordverdacht. Als etwas später auch die Leiche Manuelas angeschwemmt wird, scheint der Fall fast klar. Für Finke kommen die Posskys als Täter in Verdacht, ihre abtrünnig gewordenen Mädchen ermordet zu haben. Dafür schickt Finke Jessner nach Frankfurt zu einem der Erpressungsopfer, von dem er glaubt, nun eine ehrliche Aussage zu bekommen. Jessner holt sich Hilfe von Kommissar Konrad, aber sein Verhör wird zum peinlichen Debakel und bringt kein Ergebnis.
Als ein junges Paar aussagt, sie hätten den Strandwärter Hannes mit einem Sack nachts am Strand gesehen, beginnen Finke und Jessner in diese Richtung zu recherchieren. Sie observieren den Strandwärter und werden Zeuge, wie er sich oft mit Dr. Kühne trifft. Auch die Art und Weise, wie Kühne den Tod von Manuela aufgenommen hat, verwundert sie. Währenddessen ist Manuelas Schwester eingetroffen und quartiert sich bei Dr. Kühne ein. Das sehr enge Verhältnis und die Gewohnheiten machen Finke stutzig.
Die plötzliche Aussage des jungen Detlef Kannisser, der mit Christa am Abend ihres Todes zusammen war, wendet das Blatt. Er gibt an, dass Christa sich das Leben genommen habe und er sie nicht retten konnte, da er nicht schwimmen kann. Nun ahnt Finke, dass Manuela vielleicht nicht von den Posskys ermordet wurde und befragt Kühne im Beisein von Brigitte nochmals in dessen Haus. Dabei entdeckt er, dass die beiden in einem Bett schlafen und nicht getrennt. Brigitte gerät in Panik und sperrt sich im Badezimmer ein. Doch plötzlich tritt sie als Manuela wieder heraus.
Dr. Kühne erzählt von dem Leiden Brigittes und dass Manuela, um den Posskys zu entfliehen, ihren Tod vorgetäuscht hat. Doch sie ahnt nicht, dass Dr. Kühne beim Tod von Brigitte nachgeholfen hat, um mit Hilfe von Hannes ihr Problem eilig zu lösen.

## Produktionsnotizen
Gedreht wurde Strandgut im Herbst 1971 in Kampen und Westerland auf Sylt und möglicherweise in Kiel.

## Kritik
TV Spielfilm gab den Daumen nach oben und bemerkte: „Petersen-Frühwerk mit Sylt-Flair.“

## Trivia
Die Wand im Polizeirevier, in der Finke Zeugen vernimmt, schmückt ein Fahndungsplakat eines wahren Verbrechens in Flensburg-Weiche. Zwei Jahre vor der Tatort-Folge, am 7. Januar 1970 wurde dort ein Mädchen am Bahndamm ermordet. Erst 42 Jahre später konnte die Tat mittels DNA aufgeklärt werden. Der Täter, ein Bundeswehrsoldat, war aber bereits ein halbes Jahr zuvor verstorben.